# Togolândia
A Togolândia foi um protetorado alemão na África Ocidental de 1884 a 1916, abrangendo o que é hoje a nação de Togo e grande parte do que é atualmente a Região do Volta do Gana. A colônia foi fundada durante a partilha da África. A colônia foi criada em 1884 e ocupava parte do que era então conhecida por "Costa dos Escravos" e expandiu-se gradualmente para o interior. No começo da Primeira Guerra Mundial em 1914, a colônia foi englobada no conflito. Foi invadida e rapidamente tomada pelas forças inglesas e francesas durante a Campanha do Togo e colocada sob domínio militar. Em 1916, o território foi separado nas zonas administrativas francesa e inglesa, o que foi oficializado em 1922 com a criação da Togolândia britânica e da Togolândia francesa.

## História
A colônia foi estabelecida perto do final do período de colonização europeia da África, geralmente conhecido como a "Partilha da África". Gustav Nachtigal, explorador, médico, cônsul imperial e comissário alemão para a África Ocidental, foi a força propulsora para o estabelecimento das colônias na África Ocidental da Togolândia e Camarões. Da sua base na ilha espanhola de Fernando Pó na baía de Biafra, viajou extensivamente no continente africano. Em 5 de julho de 1884, Nachtigal assinou um tratado com o chefe local, Mlapa III, em que declarava um protetorado alemão sobre um trecho de território ao longo da Costa dos Escravos na baía de Benim. Com a pequena canhoneira SMS Möwe ancorada, a bandeira imperial foi hasteada pela primeira vez no continente africano. O Cônsul Heinrich Ludwig Randad, Jr., agente residente da empresa C. Goedelts em Uidá, foi nomeado como o primeiro comissário para o território.
Em 1899, a Alemanha e a Grã-Bretanha negociaram o território das Ilhas Samoa pelas Ilhas Salomão do Norte e o controle em Tonga, usando a Zona Neutra da Togolândia (Yendi) e o Triângulo do Volta como moeda de troca.

## Economia e desenvolvimento

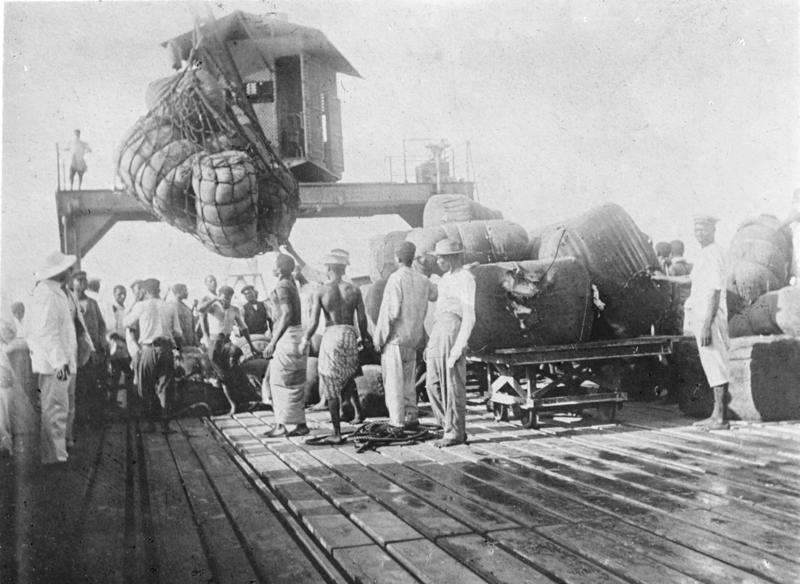
Carregamento de fardos de algodão no cais em Lomé (1885)

A Alemanha estendeu gradualmente seu controle no interior. Os administradores coloniais e colonizadores implantaram grandes lavouras tropicais de exportação no país (cacau, café, algodão). A infraestrutura da colônia foi desenvolvida para um dos níveis mais elevados da África. As autoridades coloniais construíram estradas e pontes para as cadeias montanhosas do interior e três linhas de trem/comboio da capital Lomé, ao longo da costa a Aného em 1905, para Palime (atual Kpalimé) em 1907, e a linha mais longa, a Hinterlandbahn para Atakpamé em 1911.
Em 1895, a capital Lomé tinha uma população de 31 alemães e 2 084 nativos. Em 1913, a população nativa havia aumentado para 7 042 pessoas e 194 alemães, incluindo 33 mulheres, enquanto toda a colônia tinha uma população alemã de 316, incluindo 61 mulheres e 14 crianças. Nos anos imediatamente anteriores da Grande Guerra, Lomé havia crescido como a "cidade mais bonita da África Ocidental". Por ser uma das duas colônias auto-sustentáveis da Alemanha, a Togolândia foi reconhecida como uma possessão pequena mas preciosa. Isto duraria até à erupção da Primeira Guerra Mundial.

## Ocupação e situação posterior

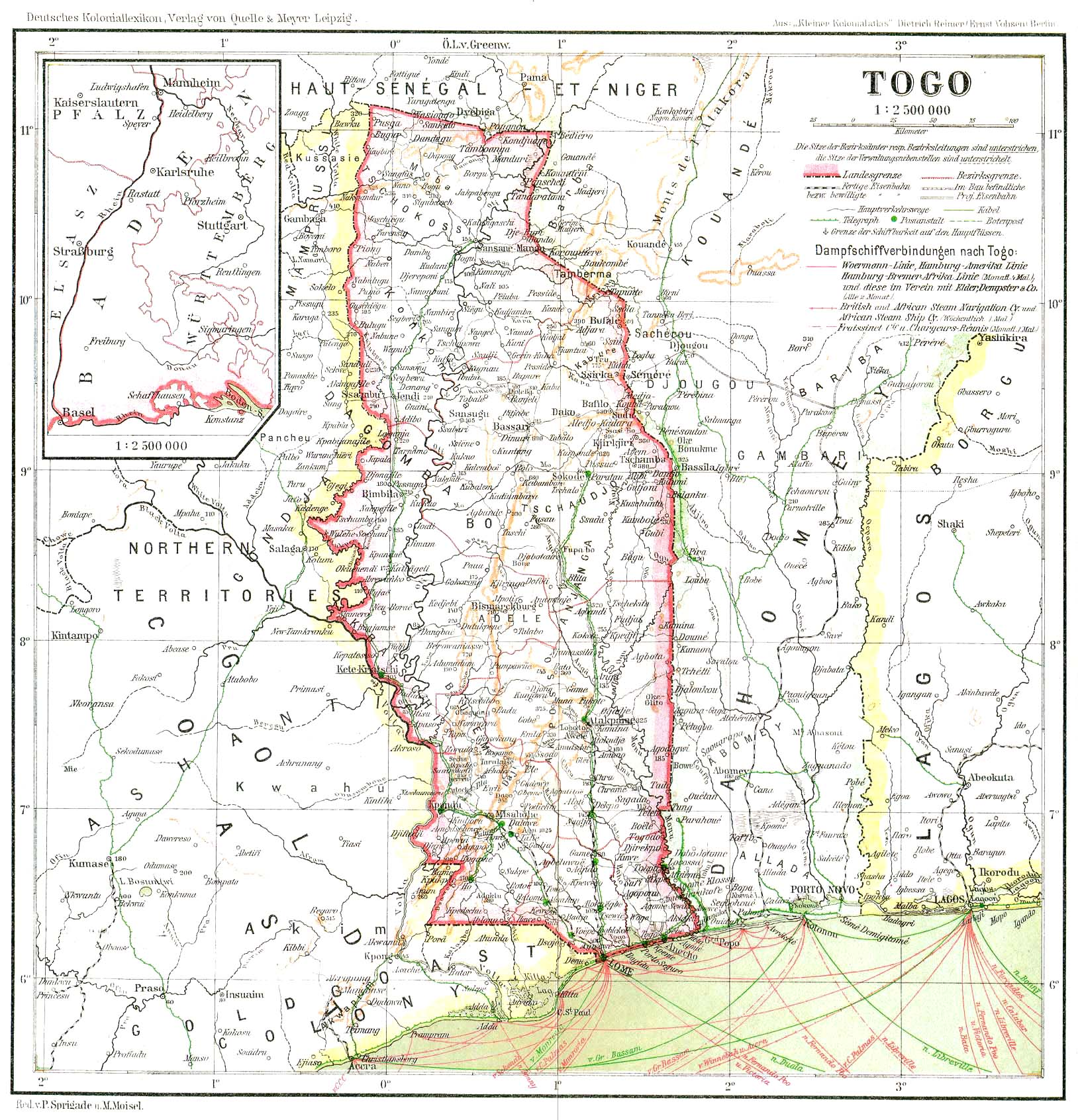
Mapa do Togo em 1915

Depois de apelar a colônia alemã para se render em 6 de agosto de 1914, as tropas francesas e britânicas invadiram sem oposição no dia seguinte. Os militares não estavam estacionados no protetorado. A força policial era composta por um comandante e sub-comandante, 10 sargentos alemães, um sargento nativo e 660 policiais togoleses implantados em todo o território. As forças da Entente ocuparam a capital Lomé, então avançaram para uma estação de rádio e uma nova estação de rádio próximo de Kamina (leste de Atakpamé). A colônia se rendeu em 26 de agosto de 1914, depois que os técnicos alemães que tinham construído a instalação de rádio destruíram a estação durante a noite de 24/25 de agosto. Nas semanas anteriores à destruição, Camarões Alemães, Sudoeste Africano Alemão, África Oriental Alemã e 47 navios em alto-mar receberam relatórios sobre as ações dos Aliados, bem como avisos de situações difíceis à frente. Em 27 de dezembro de 1916, a Togolândia foi separada em zonas administrativas francesas e britânicas. Após o fim da Primeira Guerra Mundial, a recém-criada Checoslováquia tentou adquirir a colônia [carece de fontes?], no entanto, isso não realizou-se. Após a ratificação do Tratado de Versalhes em 20 de julho de 1922, a Togolândia tornou-se formalmente um Mandato Classe B dividido da Liga das Nações em Togolândia britânica e Togolândia francesa, abrangendo, respectivamente, cerca de dois terços e um terço do território.
A área britânica da antiga colônia alemã foi integrada no Gana em 1957, após um plebiscito em maio de 1956, onde 58% dos residentes da área britânica votaram a favor do ingresso no Gana após a sua independência, ao invés de permanecer sob tutela administrada pelos britânicos. A região governada pelos franceses tornou-se a República do Togo em 1960 e atualmente é conhecido como Togo. Em 1960, o novo Estado convidou o último governador alemão da Togolândia, Duque Adolf Friedrich de Mecklenburg, para as celebrações oficiais da independência.

## Ver também

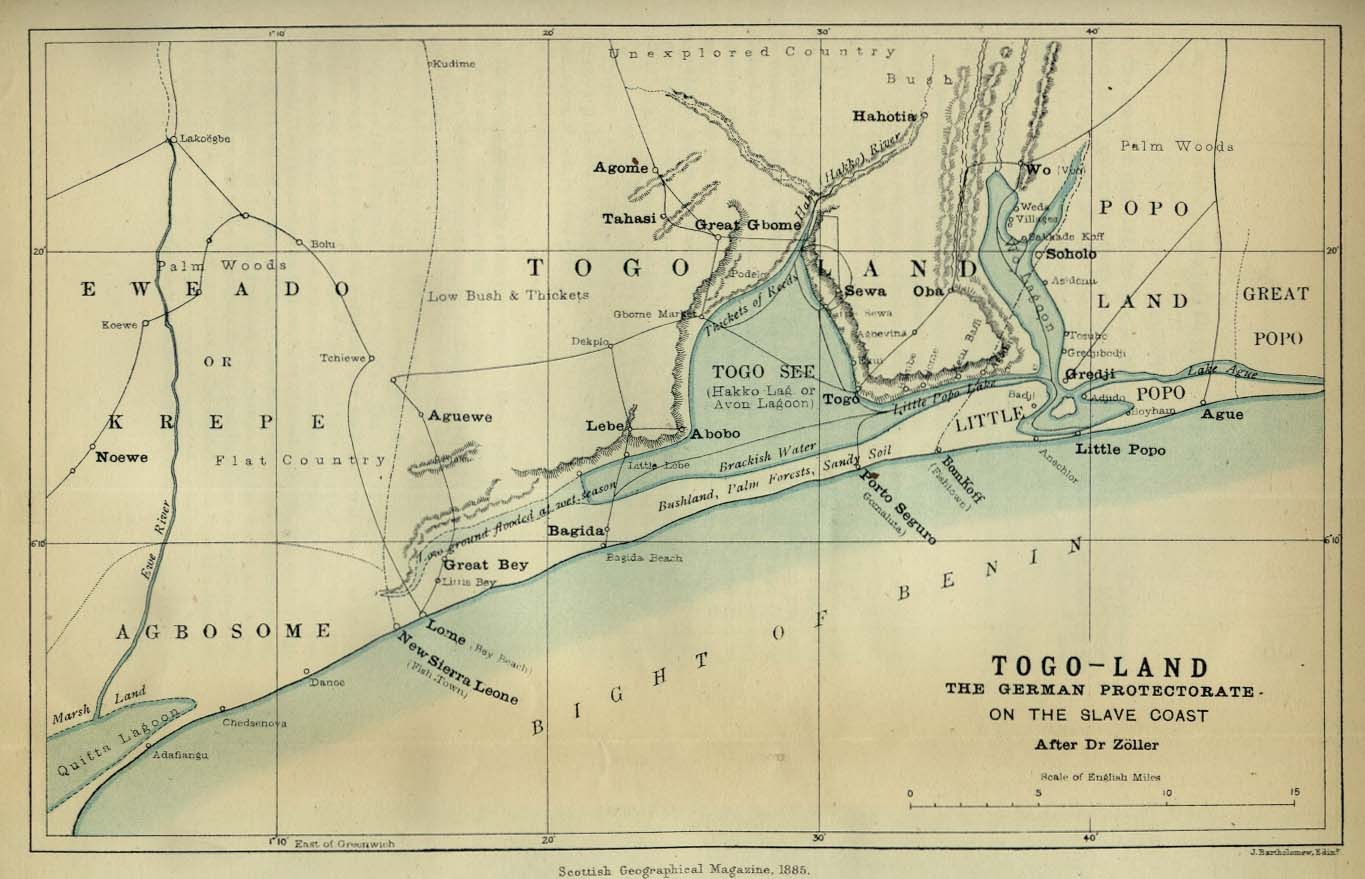
Mapa da Togolândia em 1885